# Вал ди Мецо (Верона)
Вал ди Мецо је насеље у Италији у округу Верона, региону Венето.
Према процени из 2011. у насељу је живело 57 становника. Насеље се налази на надморској висини од 92 м.